# كوينسي واتس
كوينسي واتس (بالإنجليزية: Quincy Watts) هو عداء سريع أمريكي، ولد في 19 يونيو 1970 في ديترويت في الولايات المتحدة.

## وصلات خارجية
- كوينسي واتس على موقع الاتحاد الدولي لألعاب القوى (الإنجليزية)
- كوينسي واتس على موقع اللجنة الأولمبية الدولية (الإنجليزية)
- كوينسي واتس على موقع أوليمبيديا (الإنجليزية)